# 恩斯特·卡西米爾 (拿騷-威爾堡)
恩斯特·卡西米爾（德語：Ernst Casimir，1607年11月15日—1655年4月16日），拿騷-威爾堡伯爵，路德維希二世的幼子，1627年至1655年在位。

## 家庭
1634年，恩斯特·卡西米爾和安娜·瑪麗亞結婚，兩人共有1子1女：
1. 艾蕾諾爾（1636年—1678年）
2. 腓特烈（1640年—1675年）